# Bertrana urahua
Bertrana urahua är en spindelart som beskrevs av Levi 1994. Bertrana urahua ingår i släktet Bertrana och familjen hjulspindlar.
Artens utbredningsområde är Ecuador. Inga underarter finns listade.